# 杜德橋
杜德橋（英語：Glen Dudbridge，1938年—2017年2月5日），英國著名的漢學家，專研中國文學及宗教文化。曾任牛津大學、劍橋大學教授。

## 生平
1938年出生於英國的薩默塞特郡的克利夫登。
1962年於劍橋大學獲得學士學位。
1963年至1964年就讀於香港新亞研究所。
1967年於牛津大學獲得博士學位。
1965年至1985年任牛津大學講師（lecturer）。1966年成為牛津大學沃弗森學院院士，1985年起成為榮譽院士。
1985至1988年任劍橋大學菲茨威廉學院東方研究院（現名為「亞洲和中東研究」）漢學教授（2008年改名李約瑟漢學講座教授）。
1989年至2005年任牛津大學大學學院邵逸夫漢學講座教授、牛津大學中國研究所主任。
2017年2月5日因病逝世。

## 研究
杜德橋研究的對象主要是：
- 中國古典小說
- 中國宗教文學與通俗文學
- 中國史學與歷史文獻[6]

研究的原則是用內容分析法來研究社會與宗教問題，了解被中央集權價值與制度所掩蓋的複雜的中國。研究的時代主要是8-17世紀。

## 觀點與影響
《李娃傳》在西方漢學界之所以著名，與杜德橋的研究有很大的關係。他從結構主義文學批評的視角分析，啟發后來學者挖掘《李娃傳》中所具有的儀式意義。
杜德橋研究收在《太平廣記》中的志怪小說《廣異記》，把它看成文學記錄，而不是幻想或創作，目地是重建唐代宗教文化以及被遺忘的歷史。
杜德橋對《西遊記》第九回的討論，啟發了歐美學界對此問題作出文學性的批評，並在英國牛津大學博德廉法律圖書館發現了明朝所刻《新鐫全像西遊記傳》，簡稱楊閩齋本。

## 著作

### 中文著作
- 杜德橋. . 新亞書院. 1964.
- Glen Dudbridge（杜德橋）著. . 李文彬等譯. 台北: 巨流出版社. 1990年.
- 杜德橋 (编). . 謝世忠、劉瑞超 譯. 行政院原住民族委員會，順益台灣原住民博物館. 2010年. ISBN 978-9-860-23747-4.

### 英文著作
- Glen Dudbridge. . Oxford University Press. 28 February 2013. ISBN 978-0-19-967068-0.（英文）
- Glen Dudbridge. . Leiden: Brill. 2005. ISBN 90-04-14770-5.
- Glen Dudbridge.  [《妙善傳說：觀音菩薩緣起考》] Revised. Oxford University Press. 19 February 2004. ISBN 978-0-19-926671-5.（英文）
- Glen Dudbridge.  [《唐代宗教體驗與世俗社會——對戴孚廣異記的解讀》]. 劍橋中華文史叢刊. Cambridge University Press. 20 June 2002. ISBN 978-0-521-89322-0.（英文）
- Glen Dudbridge. . British Library. 2000.（英文）
- George Taylor. Glen Dudbridge , 编.  [《1880年代南台灣的原住民族 南岬燈塔駐守員喬治．泰勒撰述文集》]. Shung Ye Museum of Formosan Aborigines；Institute of Taiwan History, Academica Sinica. 1999.（英文）
- Glen Dudbridge (编).  [《李娃傳》]. Oxford Oriental Institute Monograph (London: Ithaca Press). May 1983: 204頁. ISBN 978-0863720017.（英文）
- Glen Dudbridge.  [《西遊記祖本考的再商榷》]. 劍橋中華文史叢刊. Cambridge University Press. 1970. ISBN 978-0-521-07632-6.（英文）

## 外部連結
- 唐雯. . 華東師範大學. 2008年. （原始内容存档于2014-01-16）.